# Czapetka

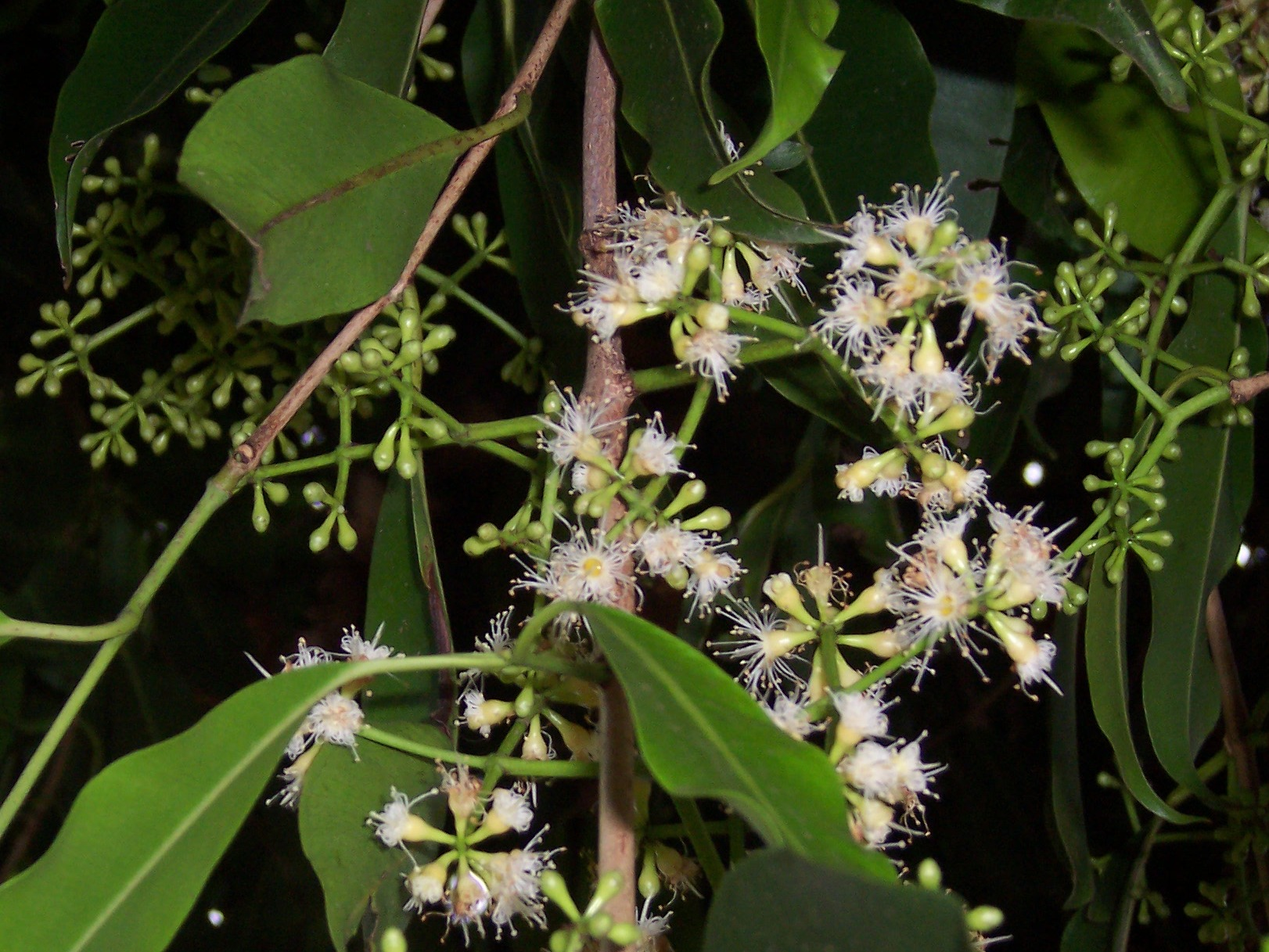
Kwiaty Syzygium cumini

Czapetka (Syzygium Gaertn.) – rodzaj roślin z rodziny mirtowatych. Należy do niego 400–500 do ponad tysiąca gatunków roślin pochodzących z tropikalnych i subtropikalnych obszarów Afryki, Azji Południowo-Wschodniej i Australii.

## Morfologia
Drzewa i krzewy. Owocami są jadalne białe, różowe, czerwone lub fioletowe jagody. Kwiaty drobne, zwykle różowe lub szkarłatne, z wystającymi pręcikami.

## Systematyka
Synonimy
Acicalyptus A. Gray, Anetholea Peter G. Wilson, Aphanomyrtus Miq., Bostrychode Miq. ex O. Berg, Calyptranthus Blume, Caryophyllus L., Cerocarpus Colebr. ex Hassk., Clavimyrtus Blume, Cupheanthus Seem., Gelpkea Blume, Jambos Adans., Jambosa Adans., Leptomyrtus Miq. ex O. Berg, Macromyrtus Miq., Malidra Raf., Microjambosa Blume, Myrthoides Wolf, Opa Lour., Pareugenia Turrill, Pseudoeugenia Scort., Strongylocalyx Blume, Syllisium Endl., orth. var., Syllysium Meyen & Schauer, Tetraeugenia Merr.
Pozycja systematyczna według APweb (2001...)
Rodzaj należący do podrodziny Myrtoideae, rodziny mirtowatych (Myrtaceae Juss.), która wraz z siostrzaną grupą Vochysiaceae wchodzi w skład rzędu mirtowców (Myrtales). Rząd należy do kladu różowych (rosids) i w jego obrębie jest kladem siostrzanym bodziszkowców.
Pozycja rodzaju w systemie Reveala (1993–1999)
Gromada okrytonasienne (Magnoliophyta Cronquist), podgromada Magnoliophytina Frohne & U. Jensen ex Reveal, klasa Rosopsida Batsch, podklasa różowe (Rosidae Takht.), nadrząd Myrtanae Takht., rząd mirtowce (Myrtales Rchb.), podrząd Myrtinae Burnett., rodzina mirtowate (Myrtaceae Juss.), rodzaj czapetka (Syzygium Gaertn.)
Wykaz gatunków
Wybrane gatunki
- Syzygium aqueum (Burman f.) Alston – czapetka wodnista
- Syzygium aromaticum (L.) Merr. & Perry – czapetka pachnąca (goździkowiec korzenny)
- Syzygium cumini (L.) Skeels – czapetka kuminowa
- Syzygium jambos (L.) Alston – czapetka jambos
- Syzygium malaccense (L.) Merr. & Perry – czapetka malajska
- Syzygium samarangense (Blume) Merr. & Perry – czapetka samarangijska

## Zastosowanie
Wiele gatunków jest uprawianych jako rośliny ozdobne.